# Chase Manhattan

Chase Manhattan Bank is een Amerikaanse bank en onderdeel van JPMorgan Chase.
De bank werd gevormd door de fusie van de Chase National Bank en de Bank of the Manhattan Company in 1955. De bank stond bekend als Chase Manhattan Bank totdat deze fuseerde met JPMorgan in 2000. Chase is de consumententak geworden van JPMorgan Chase. De bank heeft haar hoofdkantoor in Chicago.

## Geschiedenis

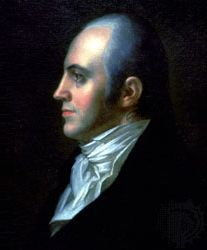
Oprichter Aaron Burr

De Bank of the Manhattan Company werd in 1799 door Aaron Burr opgericht. De naam van de Chase National Bank is afkomstig van Salmon P. Chase, die verder niets met deze bank te maken heeft. In de jaren 30 is de bank met de Equitable Trust Bank van John D. Rockefeller II samengevoegd.
In de jaren vijftig stond de Chase National Bank onder sterke invloed van de familie Rockefeller, wat herleidbaar was tot de fusie. De bank werd door John McCloy geleid. Hoewel de Chase National Bank de grootste van de twee banken was, werd de overname van de Chase National Bank door de Bank van Manhattan Company georganiseerd.
Onder David Rockefeller werd de bank onderdeel van de holding Chase Manhattan Corporation. De overname van financiële onderneming Robert Fleming & Co in 2000 was de laatste aankoop uit de geschiedenis van de Chase Manhattan Bank. In hetzelfde jaar gaan de Chase Manhattan Corporation en JP Morgan & Co Incorporated samen als JP Morgan Chase & Co (JPMorgan Chase) verder.